# Explorer 6
Explorer 6 – mały amerykański satelita naukowy z serii Explorer. Badał galaktyczne promienie kosmiczne, magnetyzm Ziemi, propagację fal radiowych w górnych warstwach atmosfery i liczbę mikrometeoroidów. Testował również urządzenie do fotografowania pokrywy chmur.

## Budowa i działanie
Satelita miał kształt kuli. Był stabilizowany obrotowo, z prędkością 2,8 obr./s, a oś obrotu wskazywała punkt na niebie o rektascensji 217° i deklinacji 23°.

## Opis misji
Satelita o masie około 65 kg w dniu 7 sierpnia 1959 roku przy pomocy rakiety Thor Able III został z kosmodromu Cape Canaveral Space Force Station wprowadzony na ekscentryczną orbitę o początkowych parametrach, perygeum – 251 km i apogeum – 42 450 km. Orbita ta z biegiem czasu ulegała coraz większym zmianom i przewidywany czas pobytu satelity na orbicie oceniano (wrzesień 1960) na około dwa lata. Każdy eksperyment (prócz skanera telewizyjnego) posiadał dwa wyjścia, cyfrowe i analogowe. Nadajnik UHF transmitował telemetrię cyfrową i sygnał TV. Dwa nadajniki VHF nadawały sygnały analogowe. Nadajnik VHF działał w sposób ciągły, a UHF jedynie kilka godzin w ciągu doby. Z czterech paneli ogniw słonecznych, tylko trzy rozłożyły się prawidłowo, przez co statek nabrał trochę większej prędkości obrotowej niż planowano. Ilość dostarczanej energii elektrycznej wynosiła tylko 63% nominalnej i z czasem spadała. Spadek mocy zasilania spowodował osłabienie stosunku sygnału do szumu przesyłanych danych (trudności w odbiorze i interpretacji), szczególnie w apogeum. 11 września 1959 awarii uległ jeden z nadajników VHF. Ostatni kontakt z satelitą zanotowano 6 października 1959 roku. Potem sprawność baterii słonecznych spadła do poziomu uniemożliwiającego działanie systemów statku. Odebrano łącznie 827 godzin sygnału analogowego i 23 godziny transmisji cyfrowej.
 Wstępne wyniki podał w maju 1960 roku prof. J. Simpson z Uniwersytetu Chicago. Największe natężenie promieniowania w najniższym pasie zostało stwierdzone na wysokości około 1900 km. Pas ten składa się z protonów o znacznych energiach. Ponad tym pasem znajduje się drugi, złożonych z również cząstek, obdarzonych ładunkiem elektrycznym. Największe natężenie tych cząstek znajduje się na wysokości około 4000 km. Najwyższy pas, którego brzegi sięgają aż w okolice  podbiegunowe i są odpowiedzialne za zjawisko zórz polarnych, znajduje się na wysokości od około 12 000 km do 50 000 km.  Maksymalne natężenie cząstek w tym pasie znajduje się w odległości około 16 000 km. od powierzchni Ziemi. Prawdopodobnie wysokość tego maksimum ulega pewnym wahaniom.

## Ładunek
- Teleskop z licznikiem proporcjonalnym rejestrował protony o energiach >75 MeV, elektrony >13 MeV o masie 1,8 kg
- Licznik scyntylacyjny o masie 2,1 kg

Prowadził bezpośrednie obserwacje w ziemskich pasach radiacyjnych. Przyrząd rejestrował elektrony o energiach > 200 keV i protony > 2 MeV. Licznik był próbkowany w sposób ciągły, dla transmisji analogowej, i okresowo (co 2 min, 15 s lub 1,9 s, zależnie od szybkości transmisji) dla nadawania cyfrowego.
- Magnetometr o czułości w zakresie 0,6-1200 nT
- Telewizyjny skaner optyczny

Optyczny skaner TV, który poleciał na Explorerze 6 był ulepszoną wersją systemu pierwszy raz użytego na statku Pioneer 2. Eksperyment składał się z jednostki optycznej (sferyczne lustro i fototranzystor), wzmacniacza wideo, obwodów telemetrii, czasowych i logicznych. Przyrząd testował możliwości pozyskiwania dziennych fotografii pokrywy chmur o niskiej rozdzielczości. System ten był również podstawą do budowy systemów kamer TV wynoszonych później, na bardziej zaawansowanych satelitach. Oś optyczna skanera była odchylona o 45 stopni od osi obrotu statku (prostopadle do płaszczyzny orbity). Obraz składał się z 64 linii. Każda była tworzona i wysyłana na Ziemię w czasie jednego obrotu satelity. Zdjęcia mogły być wykonywane tylko w odpowiednich warunkach (prędkość i położenie statku na orbicie). Niestety zdjęcia te były nieudane. Poszczególne linie obrazu były fotografiami innych części nieba – razem tworzyły obraz pozbawiony znaczenia. O niepełnym powodzeniu zadecydowało nierozłożenie się jednego z paneli słonecznych i późniejsze uszkodzenie obwodów elektronicznych – reprodukowany był tylko co 4 obraz. Ostatnie użyteczne dane od tego eksperymentu odebrano 25 sierpnia 1959 roku.
- Odbiornik VLF częstotliwości 15,5 kHz

Badał propagację i szum jonosfery, poprzez odbiór sygnału 15,5 kHz nadawanego z Annapolis (stan Maryland, USA). Sygnały były odbierane przez małą antenę składowej elektrycznej, przez którą nadawano jednocześnie telemetrię VHF. Eksperyment pracował od startu do osiągnięcia wysokości 160 km – pomimo specjalnych technik, odbierany sygnał zaginął w szumie tła.
- Magnetometr typu fluxgate
- Radionadajniki 108 MHz i 378 MHz

Służył do badania gęstości elektronów w pobliżu satelity. Eksperyment składał się z dwóch powiązanych nadajników pracujących na częstotliwościach 108 i 378 MHz. Sygnały były odbierane przez stację na Hawajach, przez 20 do 70 minut podczas 8 zbliżeń do Ziemi w ciągu 11 dni. Interpretację danych utrudniło wystąpienie kilku silnych burz magnetycznych. Awaria nadajnika 378 MHz przerwała działanie eksperymentu.
- Komora jonizacyjna i licznik Geigera

Eksperyment składał się całkującej komory jonizacyjnej typu Neher i licznika Geigera-Muellera Anton 302. Komora odpowiadała na kontakt z elektronami i protonami o energiach, odpowiednio, > 1,5 i 23,6 MeV. Zaś licznik GM: > 2,9 i 36,4 MeV. Zliczenia z licznika i impulsy z komory były gromadzone w oddzielnych rejestrach i przekazywane na Ziemię systemem analogowym. Drogą cyfrową przekazywana była informacja o czasie między dwoma pierwszymi impulsami komory poprzedzającymi transmisję i o czasie, w którym licznik GM zarejestrował 1024 zliczenia.

## Ciekawostka
W dniu 27 sierpnia 1959 roku satelita został sfotografowany z odległości 22 000 km przez stację w Woomera w Australii.